# Radzim (województwo kujawsko-pomorskie)
Radzim – osada w Polsce położona w województwie kujawsko-pomorskim, w powiecie sępoleńskim, w gminie Kamień Krajeński.
W latach 1975–1998 miejscowość administracyjnie należała do województwa bydgoskiego. Według Narodowego Spisu Powszechnego (III 2011 r.) liczyła 270 mieszkańców. Jest ósmą co do wielkości miejscowością gminy Kamień Krajeński.
Wieś położona nad jeziorem Radzim. W roku 1939 znajdował się tu prowizoryczny obóz koncentracyjny założony przez Selbstschutz dla tysięcy Polaków i Żydów. Odbywały się tam masowe egzekucje.

## Zabytki
Według rejestru zabytków NID na listę zabytków wpisany jest zespół dworski z 1867 r., nr rej.: A/880 z 18.12.1981: neogotycki dwór i park.
Pałac, pełniący po 1945 funkcje szkoły, przedszkola i ośrodka zdrowia, został poważnie uszkodzony w pożarze podczas prac remontowych pod koniec lat 80 XX w. i od tamtej pory stoi pusty i niszczeje.
Wzdłuż odcinka drogi powiatowej nr 1109C w Radzimiu znajduje się prawem chroniona aleja przydrożna, składająca się z 313 drzew w tym 271 lip drobnolistnych, 29 kasztanowców zwyczajnych, 7 jesionów wyniosłych, 3 klonów zwyczajnych, 1 klonu jaworu, 1 wiązu górskiego, 1 lipy szerokolistnej.